# سيتي غراوند
سيتي غراوند (بالإنجليزية: City Ground)‏ هو ملعب كرة قدم في نوتينغهام بمقاطعة نوتنغهامشير بإنجلترا، ويطل على نهر الترينت. أنشأ الملعب في عام 1898 بتكلفة بلغت 5 آلاف مليون جنيه إسترليني بذلك الوقت، وهو الملعب الرسمي لنادي نوتينغهام فورست منذ افتتاحه في عام 1898، يتسع الملعب إلى 30576 متفرج. مما يجعله في المركز الرابع والعشرين من قائمة أكبر الملاعب كرة قدم في إنجلترا.